# Werner Vogels

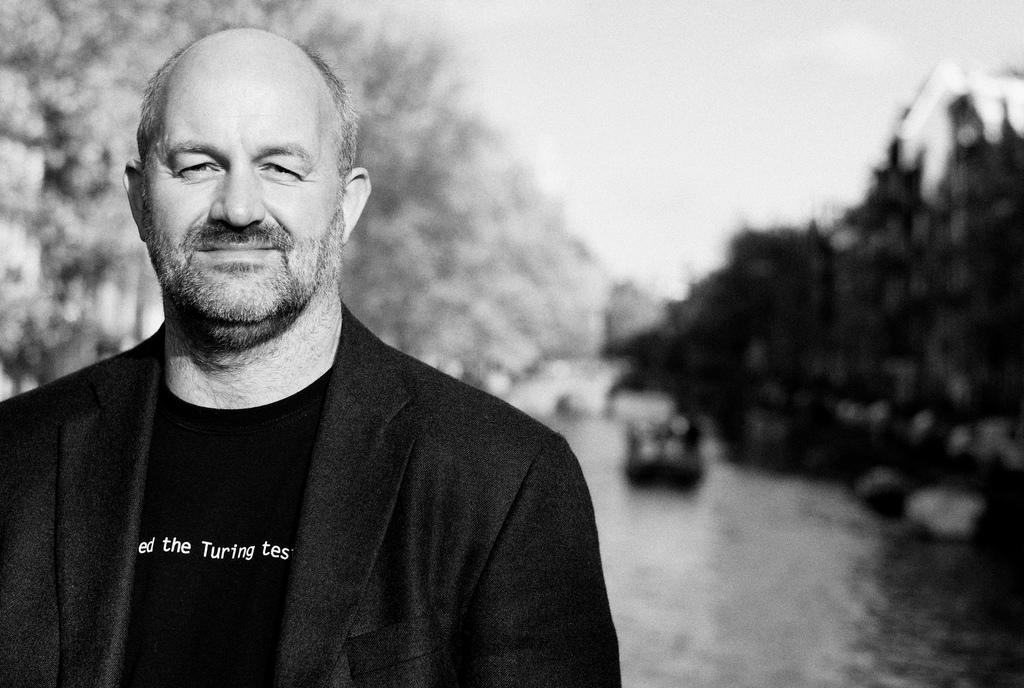
Werner Vogels

Werner Vogels (Ermelo, 3 de octubre de 1958) es el CTO y vicepresidente de Amazon.com en Seattle, Washington.
Trabaja en Amazon desde septiembre del 2004 como Director de Investigación de Sistemas. Fue nombrado CTO (Chief Technology Officer) en enero del 2005 y vicepresidente en marzo de ese mismo año.
Antes de Amazon.com, desde 1994 al 2004, Vogels fue investigador en el Computer Science Department de la universidad de Cornell University, donde investigaba sobre sistemas altamente escalables para empresas. Recibió el doctorado en Computer Science en la universidad de Vrije Universiteit en Ámsterdam, y fue alumno de Henry Bal y Andy Tanenbaum. Ha participado en diversas conferencias y escrito artículos sobre sistemas distribuidos para empresas.
Vogels mantiene desde el año 2001 un blog llamado "All Things Distributed", donde expone los resultados de sus investigaciones y presenta los servicios de Amazon.
- Datos: Q2536951
- Multimedia: Werner Vogels / Q2536951